# Surduc
Surduc (rum. Defileul Jiului, Pasul Surduc) – przełomowy odcinek doliny rzeki Jiu w Karpatach Południowych, na granicy okręgów Gorj na Wołoszczyźnie i Hunedoara w Siedmiogrodzie, na terenie Rumunii.
Przełom Surduc oddziela góry Vîlcan na zachodzie od gór Parîng na wschodzie. Stanowi połączenie między Kotliną Petroșeni na północy i Niziną Wołoską na południu. 
Przełomem przebiegają linia kolejowa Krajowa - Deva i odcinek Tîrgu Jiu - Haţeg drogi krajowej DN66 (E79), zbudowane w 1947 r. W 2005 r. przełomowy odcinek Jiu objęto parkiem narodowym.